# بياروم متغضن
بياروم متغضن (الاسم العلمي:Biarum crispulum) هو نوع من النباتات يتبع جنس البياروم من الفصيلة اللوفية.